# Fort Yukon
Fort Yukon é uma cidade localizada no estado americano de Alasca, no Distrito de Yukon-Koyukuk.

## Demografia
Segundo o censo americano de 2000, a sua população era de 595 habitantes.
Em 2006, foi estimada uma população de 534, um decréscimo de 61 (-10.3%).

## Geografia
De acordo com o United States Census Bureau, a localidade tem uma área de 19,2 km², dos quais 18,1 km² cobertos por terra e 1,1 km² cobertos por água.

## Localidades na vizinhança
O diagrama seguinte representa as localidades num raio de 104 km ao redor de Fort Yukon.